# Gülhanský vznešený dekret

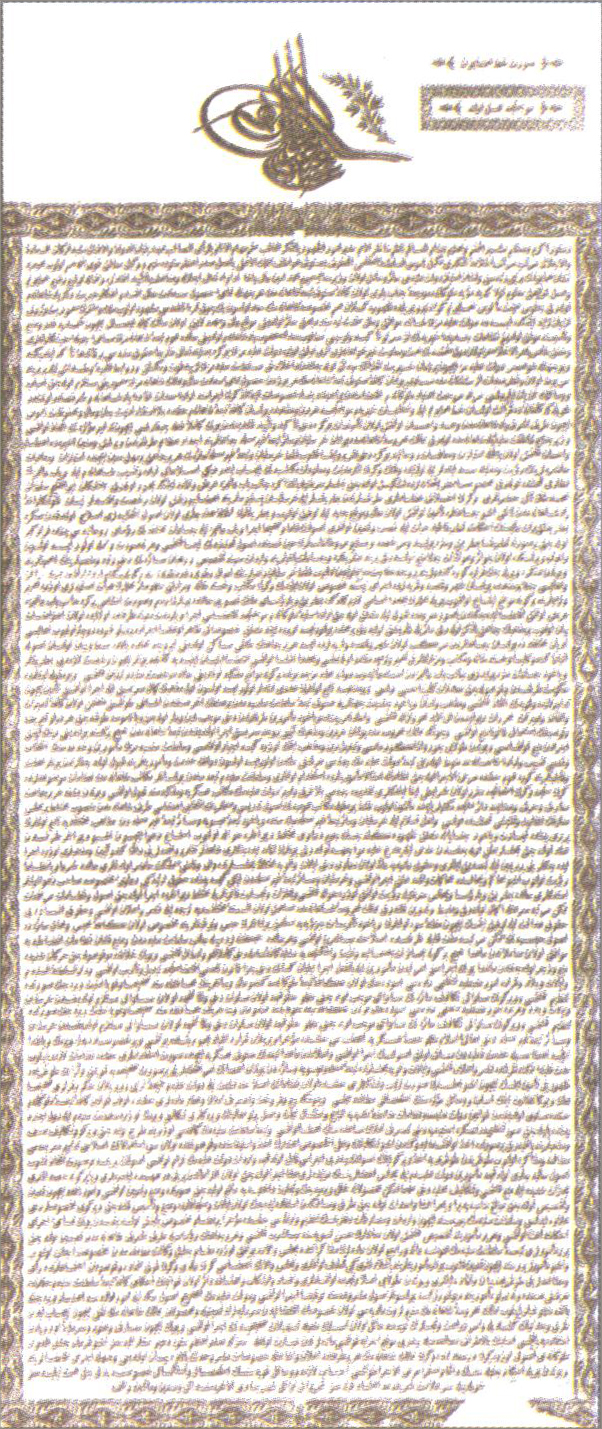
Dokument v psané podobě.

Gülhanský vznešený dekret (hatišerif), doslova dekret z Růžového pavilonu, známý také turecky jako Tanzimât Fermânı, byl dekret vydaný osmanským sultánem Abdülmecidem I. dne 13. listopadu 1839. Jednalo se o dokument, který odstartoval několik desítek let trvající období reforem říše známé pod názvem Tanzimat.
Dokument, který byl vydán s podporou reformního velkého vezíra Mustafy Reşida Paši, sliboval reformu výběru daní, armády, zajištění práv všech obyvatel Osmanské říše bez ohledu na náboženské vyznání nebo etnickou skupinu. Reformy měly pomoci modernizovat upadající říši tak, aby její moc neklesala ve srovnání s evropskými impérii. Rovněž měli být státní úředníci placeni, měl být vytvořen profesionální administrativní aparát a zvýšena efektivita fungování státní správy i armády. Měla být posílena role centrální vlády na úkor některých provincií (např. Egypta)[zdroj?], což vedlo obecně k velké neoblibě reforem v okrajových provinciích Osmanské říše.